# Selle Italia Ghezzi
El Selle Italia Ghezzi (codi UCI: MSI), conegut anteriorment amb diferents noms comrment com ara Carpe Diem, Nobili Rubinetterie o Menikini, va ser un equip ciclista femení italià. Creat al 2000, al 2001 va tenir llicència russa. Tenia categoria UCI Women's Team i a l'equip hi van militar ciclistes destacades com Edita Pučinskaitė, Fabiana Luperini o Olga Sliússareva.

## Principals resultats
- A les proves de la Copa del món
  - Trofeu Internacional: Olga Sliússareva (2001)
  - Copa del món ciclista femenina de Mont-real: Fabiana Luperini (2007)
  - Tour de Berna femení: Susanne Ljungskog (2008)
  - Open de Suède Vårgårda: Kori Seehafer (2008)
  - Gran Premi de Plouay: Fabiana Luperini (2008)

- Altres
  - Giro d'Itàlia femení: Edita Pučinskaitė (2006), Fabiana Luperini (2008)
  - Tour de l'Aude femení: Susanne Ljungskog (2008)

## Classificacions UCI

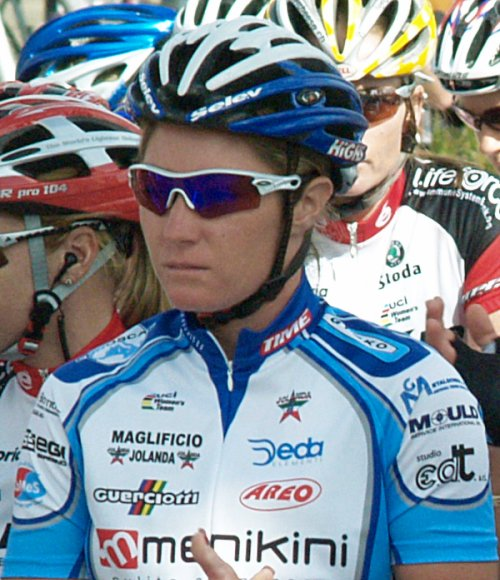
Rochelle Gilmore al 2008

Aquesta taula mostra la plaça de l'equip a la classificació de la Unió Ciclista Internacional a final de temporada i també la millor ciclista en la classificació individual de cada temporada.
| Temporada | Classificació per equips | Millor ciclista en la classificació individual |
| --------- | ------------------------ | ---------------------------------------------- |
| 2000      | 11è                      | Priska Doppmann (42a)                          |
| 2001      | 7è                       | Olga Sliússareva (13a)                         |
| 2002      | 9è                       | Valentina Polkhànova (15a)                     |
| 2003      | 13è                      | Alison Wright (30a)                            |
| 2004      | 7è                       | Olga Sliússareva (16a)                         |
| 2005      | 3r                       | Edita Pučinskaitė (5a)                         |
| 2006      | 8è                       | Edita Pučinskaitė (11a)                        |
| 2007      | 8è                       | Fabiana Luperini (13a)                         |
| 2008      | 7è                       | Fabiana Luperini (5a)                          |
| 2009      | -                        | Martine Bras (37a)                             |

Del 2000 al 2009 l'equip va participar en la Copa del món. Abans de la temporada 2006 no hi havia classificació per equips, i es mostra la millor ciclista en la classificació individual.
| Temporada | Classificació per equips | Millor ciclista en la classificació individual |
| --------- | ------------------------ | ---------------------------------------------- |
| 2000      | -                        | Priska Doppmann (12a)                          |
| 2001      | -                        | Olga Sliússareva (13a)                         |
| 2002      | -                        | Vera Carrara (45a)                             |
| 2003      | -                        | Alison Wright (20a)                            |
| 2004      | -                        | Alison Wright (7a)                             |
| 2005      | -                        | Joanne Kiesanowski (12a)                       |
| 2006      | 7è                       | Miho Oki (13a)                                 |
| 2007      | 6è                       | Fabiana Luperini (6a)                          |
| 2008      | 3r                       | Fabiana Luperini (4a)                          |
| 2009      | 11è                      | Martine Bras (11a)                             |

## Composició de l'equip
| \| Llista de l'equip 2005 \| Llista de l'equip 2005 \| Llista de l'equip 2005 \| Llista de l'equip 2005 \| \| Ciclista \| Data de naixement \| Equip previ \| \| \| ----------------------- \| ---------------------- \| -------------------------------------------- \| ---------------------- \| \| Francesca Andina \| 20 de febrer de 1986 \| \| \| \| Emanuela Azzini \| 6 de octubre de 1981 \| \| \| \| Sigrid Corneo \| 17 de abril de 1971 \| SC Masters Automazione-Molteni Record (1999) \| \| \| Daniela Fusar Poli \| 17 de octubre de 1984 \| \| \| \| Evelyn García Marroquín \| 29 de desembre de 1982 \| \| \| \| Anna Gusmini \| 1 de febrer de 1982 \| Raschiani-Alfa Lum R.S.M. (2002) \| \| \| Joanne Kiesanowski \| 24 de maig de 1979 \| \| \| \| Oxana Kostenko \| 9 de juliol de 1982 \| \| \| \| Miho Oki \| 8 de març de 1974 \| Farm Frites-Hartol (2004) \| \| \| Milena Pirola \| 20 de agost de 1984 \| USC Chirio Forno d'Asolo (2004) \| \| \| Edita Pučinskaitė \| 27 de novembre de 1975 \| SC Michela Fanini Record Rox (2004) \| \| \| Olga Sljussarewa \| 28 de abril de 1969 \| Velodames Colnago (2003) \| \| \| Ombretta Ugolini \| 8 de juliol de 1979 \| \| \| \| Silvia Valsecchi \| 19 de juliol de 1982 \| \| \| \| Modesta Vžesniauskaitė \| 17 de octubre de 1983 \| Safi-Pasta Zara Manhattan (2004) \| \| \| \| \| \| \| \| Font: UCI \| \| \| \|Nota: Francesca Andina |                        |                                              |  |
| Llista de l'equip 2005 |                        |                                              |  |
| Ciclista | Data de naixement      | Equip previ                                  |  |
| Francesca Andina | 20 de febrer de 1986   |                                              |  |
| Emanuela Azzini | 6 de octubre de 1981   |                                              |  |
| Sigrid Corneo | 17 de abril de 1971    | SC Masters Automazione-Molteni Record (1999) |  |
| Daniela Fusar Poli | 17 de octubre de 1984  |                                              |  |
| Evelyn García Marroquín | 29 de desembre de 1982 |                                              |  |
| Anna Gusmini | 1 de febrer de 1982    | Raschiani-Alfa Lum R.S.M. (2002)             |  |
| Joanne Kiesanowski | 24 de maig de 1979     |                                              |  |
| Oxana Kostenko | 9 de juliol de 1982    |                                              |  |
| Miho Oki | 8 de març de 1974      | Farm Frites-Hartol (2004)                    |  |
| Milena Pirola | 20 de agost de 1984    | USC Chirio Forno d'Asolo (2004)              |  |
| Edita Pučinskaitė | 27 de novembre de 1975 | SC Michela Fanini Record Rox (2004)          |  |
| Olga Sljussarewa | 28 de abril de 1969    | Velodames Colnago (2003)                     |  |
| Ombretta Ugolini | 8 de juliol de 1979    |                                              |  |
| Silvia Valsecchi | 19 de juliol de 1982   |                                              |  |
| Modesta Vžesniauskaitė | 17 de octubre de 1983  | Safi-Pasta Zara Manhattan (2004)             |  |
| |                        |                                              |  |
| Font: UCI |                        |                                              |  |

| \| Llista de l'equip 2006 \| Llista de l'equip 2006 \| Llista de l'equip 2006 \| Llista de l'equip 2006 \| \| Ciclista \| Data de naixement \| Equip previ \| \| \| -------------------------------------- \| ---------------------- \| ----------------------------------------------------- \| ---------------------- \| \| Francesca Andina (1 de gen–31 de març) \| 20 de febrer de 1986 \| \| \| \| Emanuela Azzini \| 6 de octubre de 1981 \| \| \| \| Rebecca Bertolo \| 21 de març de 1986 \| \| \| \| Alessandra Borchi \| 15 de agost de 1983 \| SC Michela Fanini Record Rox (2005) \| \| \| Sigrid Corneo \| 17 de abril de 1971 \| SC Masters Automazione-Molteni Record (1999) \| \| \| Sally Cowman (1 de jul–31 de des) \| 1 de abril de 1984 \| \| \| \| Evelyn García Marroquín \| 29 de desembre de 1982 \| \| \| \| Olivia Gollan \| 27 de agost de 1973 \| Equipe Nürnberger Versicherung (2005) \| \| \| Oxana Kostenko \| 9 de juliol de 1982 \| \| \| \| Miho Oki \| 8 de març de 1974 \| Farm Frites-Hartol (2004) \| \| \| Milena Pirola \| 20 de agost de 1984 \| USC Chirio Forno d'Asolo (2004) \| \| \| Edita Pučinskaitė \| 27 de novembre de 1975 \| SC Michela Fanini Record Rox (2004) \| \| \| Élodie Touffet \| 17 de febrer de 1980 \| Team Pruneaux d'Agen (2005) \| \| \| Silvia Valsecchi \| 19 de juliol de 1982 \| \| \| \| Marta Vilajosana Andreu \| 13 de març de 1975 \| Società Sportiva Lazio Ciclismo Team Ladispoli (2005) \| \| \| \| \| \| \| \| Font: UCI \| \| \| \|Nota: Francesca Andina |                        |                                                       |  |
| Llista de l'equip 2006 |                        |                                                       |  |
| Ciclista | Data de naixement      | Equip previ                                           |  |
| Francesca Andina (1 de gen–31 de març) | 20 de febrer de 1986   |                                                       |  |
| Emanuela Azzini | 6 de octubre de 1981   |                                                       |  |
| Rebecca Bertolo | 21 de març de 1986     |                                                       |  |
| Alessandra Borchi | 15 de agost de 1983    | SC Michela Fanini Record Rox (2005)                   |  |
| Sigrid Corneo | 17 de abril de 1971    | SC Masters Automazione-Molteni Record (1999)          |  |
| Sally Cowman (1 de jul–31 de des) | 1 de abril de 1984     |                                                       |  |
| Evelyn García Marroquín | 29 de desembre de 1982 |                                                       |  |
| Olivia Gollan | 27 de agost de 1973    | Equipe Nürnberger Versicherung (2005)                 |  |
| Oxana Kostenko | 9 de juliol de 1982    |                                                       |  |
| Miho Oki | 8 de març de 1974      | Farm Frites-Hartol (2004)                             |  |
| Milena Pirola | 20 de agost de 1984    | USC Chirio Forno d'Asolo (2004)                       |  |
| Edita Pučinskaitė | 27 de novembre de 1975 | SC Michela Fanini Record Rox (2004)                   |  |
| Élodie Touffet | 17 de febrer de 1980   | Team Pruneaux d'Agen (2005)                           |  |
| Silvia Valsecchi | 19 de juliol de 1982   |                                                       |  |
| Marta Vilajosana Andreu | 13 de març de 1975     | Società Sportiva Lazio Ciclismo Team Ladispoli (2005) |  |
| |                        |                                                       |  |
| Font: UCI |                        |                                                       |  |

| \| Llista de l'equip 2007 \| Llista de l'equip 2007 \| Llista de l'equip 2007 \| Llista de l'equip 2007 \| \| Ciclista \| Data de naixement \| Equip previ \| \| \| ------------------------------------ \| ---------------------- \| -------------------------------------------- \| ---------------------- \| \| Karin Aune \| 29 de abril de 1975 \| SC Michela Fanini Record Rox (2006) \| \| \| Sigrid Corneo \| 17 de abril de 1971 \| SC Masters Automazione-Molteni Record (1999) \| \| \| Rochelle Gilmore \| 14 de desembre de 1981 \| Safi-Pasta Zara Manhattan (2006) \| \| \| Olivia Gollan \| 27 de agost de 1973 \| Equipe Nürnberger Versicherung (2005) \| \| \| Eneritz Iturriagaetxebarria Mazaga \| 16 de setembre de 1980 \| Top Girls Fassa Bortolo Raxy Line (2006) \| \| \| Oxana Kozonchuk (1 de jul–31 de des) \| 28 de maig de 1988 \| \| \| \| Fabiana Luperini \| 14 de gener de 1974 \| Top Girls Fassa Bortolo Raxy Line (2006) \| \| \| Carmela Massaro \| 20 de gener de 1987 \| \| \| \| Miho Oki \| 8 de març de 1974 \| Farm Frites-Hartol (2004) \| \| \| Milena Pirola \| 20 de agost de 1984 \| USC Chirio Forno d'Asolo (2004) \| \| \| Dorte Lohse \| 16 de març de 1971 \| Bianchi-Aliverti-Kookai (2006) \| \| \| Marina Romoli \| 9 de juny de 1988 \| \| \| \| Élodie Touffet \| 17 de febrer de 1980 \| Team Pruneaux d'Agen (2005) \| \| \| Silvia Valsecchi \| 19 de juliol de 1982 \| \| \| \| \| \| \| \| \| Font: UCI \| \| \| \| |                        |                                              |  |
| Llista de l'equip 2007 |                        |                                              |  |
| Ciclista | Data de naixement      | Equip previ                                  |  |
| Karin Aune | 29 de abril de 1975    | SC Michela Fanini Record Rox (2006)          |  |
| Sigrid Corneo | 17 de abril de 1971    | SC Masters Automazione-Molteni Record (1999) |  |
| Rochelle Gilmore | 14 de desembre de 1981 | Safi-Pasta Zara Manhattan (2006)             |  |
| Olivia Gollan | 27 de agost de 1973    | Equipe Nürnberger Versicherung (2005)        |  |
| Eneritz Iturriagaetxebarria Mazaga | 16 de setembre de 1980 | Top Girls Fassa Bortolo Raxy Line (2006)     |  |
| Oxana Kozonchuk (1 de jul–31 de des) | 28 de maig de 1988     |                                              |  |
| Fabiana Luperini | 14 de gener de 1974    | Top Girls Fassa Bortolo Raxy Line (2006)     |  |
| Carmela Massaro | 20 de gener de 1987    |                                              |  |
| Miho Oki | 8 de març de 1974      | Farm Frites-Hartol (2004)                    |  |
| Milena Pirola | 20 de agost de 1984    | USC Chirio Forno d'Asolo (2004)              |  |
| Dorte Lohse | 16 de març de 1971     | Bianchi-Aliverti-Kookai (2006)               |  |
| Marina Romoli | 9 de juny de 1988      |                                              |  |
| Élodie Touffet | 17 de febrer de 1980   | Team Pruneaux d'Agen (2005)                  |  |
| Silvia Valsecchi | 19 de juliol de 1982   |                                              |  |
| |                        |                                              |  |
| Font: UCI |                        |                                              |  |

| \| Llista de l'equip 2008 \| Llista de l'equip 2008 \| Llista de l'equip 2008 \| Llista de l'equip 2008 \| \| Ciclista \| Data de naixement \| Equip previ \| \| \| --------------------------------------- \| ---------------------- \| -------------------------------------------- \| ---------------------- \| \| Natalie Bates \| 29 de març de 1980 \| Team Getränke-Hoffmann (2007) \| \| \| Giada Borgato \| 15 de juny de 1989 \| \| \| \| Sigrid Corneo \| 17 de abril de 1971 \| SC Masters Automazione-Molteni Record (1999) \| \| \| Lorena Foresi \| 11 de abril de 1988 \| \| \| \| Rochelle Gilmore (1 de gen–31 de jul) \| 14 de desembre de 1981 \| Safi-Pasta Zara Manhattan (2006) \| \| \| Olivia Gollan \| 27 de agost de 1973 \| Equipe Nürnberger Versicherung (2005) \| \| \| Kori Seehafer \| 30 de abril de 1975 \| Team Lipton (2007) \| \| \| Oxana Kozonchuk \| 28 de maig de 1988 \| Fenixs-HPB (2007) \| \| \| Susanne Ljungskog (1 de gen–24 de juny) \| 16 de març de 1976 \| Flexpoint (2007) \| \| \| Fabiana Luperini \| 14 de gener de 1974 \| Top Girls Fassa Bortolo Raxy Line (2006) \| \| \| Miho Oki \| 8 de març de 1974 \| Farm Frites-Hartol (2004) \| \| \| Gloria Presti \| 29 de setembre de 1989 \| \| \| \| Marina Romoli \| 9 de juny de 1988 \| \| \| \| Trine Schmidt (1 de gen–24 de juny) \| 3 de juny de 1988 \| Flexpoint (2007) \| \| \| Olga Sljussarewa \| 28 de abril de 1969 \| Fenixs-HPB (2007) \| \| \| Silvia Valsecchi \| 19 de juliol de 1982 \| \| \| \| \| \| \| \| \| Font: UCI \| \| \| \| |                        |                                              |  |
| Llista de l'equip 2008 |                        |                                              |  |
| Ciclista | Data de naixement      | Equip previ                                  |  |
| Natalie Bates | 29 de març de 1980     | Team Getränke-Hoffmann (2007)                |  |
| Giada Borgato | 15 de juny de 1989     |                                              |  |
| Sigrid Corneo | 17 de abril de 1971    | SC Masters Automazione-Molteni Record (1999) |  |
| Lorena Foresi | 11 de abril de 1988    |                                              |  |
| Rochelle Gilmore (1 de gen–31 de jul) | 14 de desembre de 1981 | Safi-Pasta Zara Manhattan (2006)             |  |
| Olivia Gollan | 27 de agost de 1973    | Equipe Nürnberger Versicherung (2005)        |  |
| Kori Seehafer | 30 de abril de 1975    | Team Lipton (2007)                           |  |
| Oxana Kozonchuk | 28 de maig de 1988     | Fenixs-HPB (2007)                            |  |
| Susanne Ljungskog (1 de gen–24 de juny) | 16 de març de 1976     | Flexpoint (2007)                             |  |
| Fabiana Luperini | 14 de gener de 1974    | Top Girls Fassa Bortolo Raxy Line (2006)     |  |
| Miho Oki | 8 de març de 1974      | Farm Frites-Hartol (2004)                    |  |
| Gloria Presti | 29 de setembre de 1989 |                                              |  |
| Marina Romoli | 9 de juny de 1988      |                                              |  |
| Trine Schmidt (1 de gen–24 de juny) | 3 de juny de 1988      | Flexpoint (2007)                             |  |
| Olga Sljussarewa | 28 de abril de 1969    | Fenixs-HPB (2007)                            |  |
| Silvia Valsecchi | 19 de juliol de 1982   |                                              |  |
| |                        |                                              |  |
| Font: UCI |                        |                                              |  |

| \| Llista de l'equip 2009 \| Llista de l'equip 2009 \| Llista de l'equip 2009 \| Llista de l'equip 2009 \| \| Ciclista \| Data de naixement \| Equip previ \| \| \| ----------------------------------------------------------- \| ---------------------- \| -------------------------------------------- \| ---------------------- \| \| Agne Bagdonaviciutė \| 4 de juny de 1985 \| System Data (2008) \| \| \| Giada Borgato \| 15 de juny de 1989 \| \| \| \| Kaytee Boyd \| 8 de febrer de 1978 \| \| \| \| Laura Bozzolo \| 28 de setembre de 1985 \| SC Michela Fanini Record Rox (2008) \| \| \| Martine Bras \| 17 de maig de 1978 \| Vrienden van het Platteland (2008) \| \| \| Sigrid Corneo \| 17 de abril de 1971 \| SC Masters Automazione-Molteni Record (1999) \| \| \| Lorena Foresi \| 11 de abril de 1988 \| \| \| \| Alessandra Giuseppina Grassi Herrera (15 de juny–31 de des) \| 29 de agost de 1976 \| System Data (2008) \| \| \| Oxana Kozonchuk \| 28 de maig de 1988 \| Fenixs-HPB (2007) \| \| \| Fabiana Luperini \| 14 de gener de 1974 \| Top Girls Fassa Bortolo Raxy Line (2006) \| \| \| Gloria Presti \| 29 de setembre de 1989 \| \| \| \| Luisa Tamanini \| 31 de gener de 1980 \| Safi-Pasta Zara Manhattan (2008) \| \| \| Silvia Valsecchi \| 19 de juliol de 1982 \| \| \| \| Sabrina Zogli \| 21 de març de 1986 \| Gauss RDZ Ormu (2008) \| \| \| \| \| \| \| \| Font: UCI \| \| \| \| |                        |                                              |  |
| Llista de l'equip 2009 |                        |                                              |  |
| Ciclista | Data de naixement      | Equip previ                                  |  |
| Agne Bagdonaviciutė | 4 de juny de 1985      | System Data (2008)                           |  |
| Giada Borgato | 15 de juny de 1989     |                                              |  |
| Kaytee Boyd | 8 de febrer de 1978    |                                              |  |
| Laura Bozzolo | 28 de setembre de 1985 | SC Michela Fanini Record Rox (2008)          |  |
| Martine Bras | 17 de maig de 1978     | Vrienden van het Platteland (2008)           |  |
| Sigrid Corneo | 17 de abril de 1971    | SC Masters Automazione-Molteni Record (1999) |  |
| Lorena Foresi | 11 de abril de 1988    |                                              |  |
| Alessandra Giuseppina Grassi Herrera (15 de juny–31 de des) | 29 de agost de 1976    | System Data (2008)                           |  |
| Oxana Kozonchuk | 28 de maig de 1988     | Fenixs-HPB (2007)                            |  |
| Fabiana Luperini | 14 de gener de 1974    | Top Girls Fassa Bortolo Raxy Line (2006)     |  |
| Gloria Presti | 29 de setembre de 1989 |                                              |  |
| Luisa Tamanini | 31 de gener de 1980    | Safi-Pasta Zara Manhattan (2008)             |  |
| Silvia Valsecchi | 19 de juliol de 1982   |                                              |  |
| Sabrina Zogli | 21 de març de 1986     | Gauss RDZ Ormu (2008)                        |  |
| |                        |                                              |  |
| Font: UCI |                        |                                              |  |